# Altar de la Victoria (movimiento religioso)

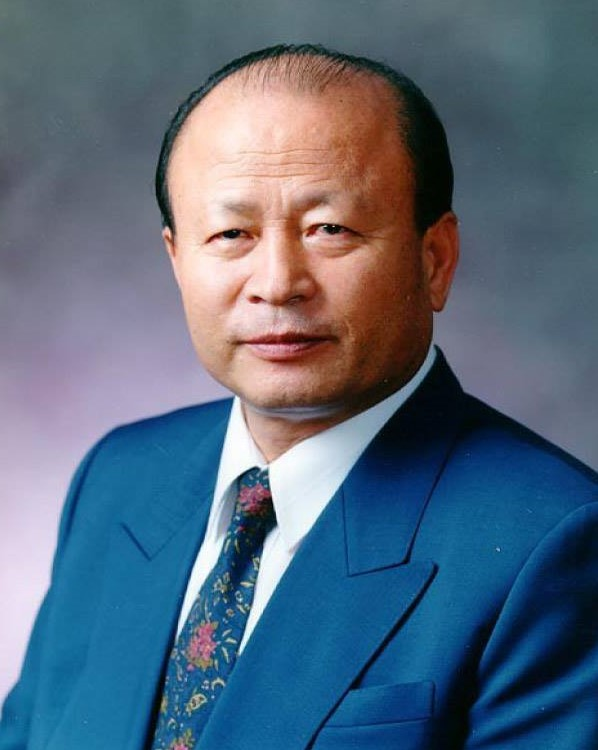
Cho Hee-Seung

El Altar de la Victoria (SeungNiJeDan en coreano) es uno de los nuevos movimientos religiosos coreanos, fundado en Corea del Sur en 1981.
Este movimiento religioso predica que Jesús de Nazaret fue un falso mesías y que el Cristo verdadero es su fundador Cho Hee-Seung (1931-2004), “el Cristo Vencedor.”
El movimiento tenía alrededor de 400 000 miembros al principio de los años 90 del siglo xx, pero este número se redujo después de que Cho fue arrestado en 1994 y de que muriera en 2004; en 2017 su membresía constaba de alrededor de 100 000 adeptos.

## Orígenes
Cho Hee-Seung nació el 12 de agosto de 1931, en Gimpo, en la provincia de Gyeonggi en Corea del Sur. Por ser cristiano, fue encarcelado por Corea del Norte durante la guerra de Corea; después de ser liberado, estuvo activo en el Metodismo y en el Presbiterianismo. Un momento decisivo para las subsecuentes actividades religiosas de Cho fue su encuentro con Park Tae-Seon (1915-1990), el fundador del Árbol de Olivo (Jundokwan), una nueva religión cristiano coreana que tenía 1.5 millones de seguidores en los 70s, antes de su decline en las siguientes décadas y que a su vez generó, a través de varios cismas, varios movimientos religiosos coreanos. En los 60s y 70s, Cho fue un exitoso misionario para el Árbol de Olivo y fundó varias iglesias en Corea del Sur.
En 1980, Cho llevó a cabo un largo retiro cerca de Bucheon, Corea del Sur, en una de las Villas de Fe del Árbol de Olivo. Ahí, en un edificio conocido como la “Cámara Secreta” (MilSil), Cho fue iniciado por Hong Eup-Bi, una mujer miembro del Árbol de Olivo que era considerada como una chamán. El Altar de la Victoria afirma que el 15 de octubre de 1980, Hong reconoció a Cho como el “Cristo Vencedor” y “Dios encarnado”, lo que lo llevó a dejar el Árbol de Olivo y establecer su nuevo movimiento religioso, el Altar de la Victoria (SeungNiJeDan), en Bucheon. El Movimiento creció rápidamente y el 12 de agosto de 1991 la construcción de la sede en Bucheon fue completada. En pocos años, el Altar de la Victoria reunió cerca de 400,000 seguidores, la mayoría en Corea del Sur, pero con ramas en Japón, Australia, Nueva Zelanda, los Estados Unidos y el Reino Unido.

## Controversias
Debido a sus críticas hacia Jesucristo y sus propias aseveraciones mesiánicas, Cho encontró hostilidad por parte de las iglesias cristiano coreanas, que promovieron campañas mediáticas contra el Altar de la Victoria y acusaron a su fundador de varios comportamientos criminales.
En 1994, Cho fue arrestado y estuvo encarcelado por siete de los diez últimos años de su vida. Fue acusado de fraude y de haber instigado el asesinato en 1996 de seis exmiembros que se volvieron militantes oponentes al Altar de la Victoria. Inicialmente Cho fue condenado por fraude pero encontrado inocente por los asesinatos de 1996, luego fue encontrado culpable de ellos en un segundo juicio en 2004 y sentenciado a muerte, pero de nuevo fue encontrado inocente en la apelación. Corea del Sur tiene tres grados de juicio: el fiscal apeló la decisión favorable a Cho ante la Suprema Corte, pero Cho murió justo antes del juicio el 19 de junio de 2004.
El enjuiciamiento de Cho y sobre todo su muerte fueron golpes serios contra el movimiento, debido a que muchos de sus seguidores creían que él era físicamente inmortal. Esto dio inicio a una fase de decline, aunque en el 2017 todavía había 40 Altares de la Victoria en Corea, con alrededor de 100,000 seguidores.

## Creencias
De acuerdo con el Altar de la Victoria, todas las grandes escrituras sagradas de la humanidad, incluida la Biblia, los clásicos del Budismo y los antiguos libros proféticos de Corea anuncian la “promesa original” de Dios, es decir, que los humanos pueden alcanzar inmortalidad física. Esta es la única inmortalidad real y la noción de que un alma separada del cuerpo vivirá eternamente en el Cielo es una falsa interpretación de las escrituras sagradas. Esto era parte del mensaje de Jesucristo, lo que evidenciaba que él era un falso profeta, y que de hecho era “el hijo único de Satán”. De acuerdo con el Altar de la Victoria, la evidencia adicional sobre el hecho de que Jesucristo no era una encarnación divina, viene dada por la creencia de que él era hijo de un soldado romano llamado Pantero, quien pudo haber violado a su madre María (madre de Jesús) y que se casó con María Magdalena, ampliamente considerada como una mujer caída. Las fuentes de estas acusaciones vienen del filósofo romano anticristiano Celso y del libro El enigma sagrado, que también influenció a la novela El código Da Vinci escrita en el 2003 por Dan Brown y que tuvo un éxito fenomenal.
Jesucristo no es parte de la sucesión de encarnaciones divinas y profetas propuesta por el Altar de la Victoria. Esta comienza con Adán y Eva, quienes eran divinos e inmortales y formaron la Trinidad original con Dios. Sin embargo, Dios, al no ser omnipotente, no pudo prevenir que Adán y Eva fueran capturados por Satán y que los privara de su inmortalidad. Fueron necesarios 6,000 años y una sucesión de profetas divinos antes de que Dios pudiera sobreponerse a Satán y ofreciera inmortalidad física a los humanos de nuevo. Un primer grupo de profetas incluye a Noé, Abraham, Isaac, Jacob y Dan (patriarca). El último fue el legítimo sucesor de Jacob (como lo prueba, según el Altar de la Victoria, el libro bíblico del Génesis, 49:16) y eventualmente su tribu, los Danitas, migraron a Corea, cuyo mítico primer rey era llamado Dangun, o “Rey Dan”. Corea alojó al segundo grupo de profetas, incluido el fundador del Árbol de Olivo, Park Tae-Seon, y la mujer que inició a Cho, Hong Eup-Bi, y al mismo Cho, así como a los fundadores de otras dos nuevas religiones coreanas, Choe Je-u del Donghak y Gang Il-sun del Jeungsanismo.
El rol crucial, en la sagrada historia de la humanidad según el Altar de la Victoria, le pertenece al mismo Cho, quien durante su iniciación de 1980 se sobrepuso a la “sangre de Satán”, que aún está presente en todos los humanos y que se identifica con el ego, y se convirtió en el “Cristo Vencedor”, es decir, una encarnación divina a través de la cual Dios vino a la Tierra, venció a Satán y finalmente restauró la inmortalidad física para los humanos. De hecho, Cho fue el primer humano después de Adán que se volvió físicamente inmortal. Aunque tuvo que deponer (o más bien, transformar) su cuerpo debido a la malicia de sus oponentes, el movimiento cree que el aún está físicamente presente y guía los servicios religiosos del Altar de la Victoria, donde su imagen es proyectada mediante videos. Los servicios se realizan diariamente y se celebran cinco fiestas anuales: el Día de la Victoria (15 de octubre), el cumpleaños de Cho, que es llamado Navidad (el 12 de agosto), el Día del Mesías (25 de diciembre), Día del Espírito del Santo Rocío (1 de enero) y el Día de los Padres (8 de mayo).
El “Santo Rocío”, también llamado como “Maná Escondido” en el movimiento, es un humo, niebla o fuego que, según el movimiento, emanó del cuerpo de Cho y de sus retratos durante su vida y emana hoy de sus fotografías. El Altar de la Victoria insiste que el Santo Rocío es real y que puede ser capturado por cámaras. Este sirve como evidencia de la divinidad de Cho y como un alimento espiritual para sus seguidores. De acuerdo al Altar de la Victoria, Cho también comprobó su estatus divino al cumplir con los “cinco pactos” que le prometió a sus seguidores: la destrucción mundial del comunismo; detener los tifones que vengan a Corea del Sur; hacer que las cosechas en Corea sean abundantes; detener ahí las temporadas de lluvia (15 de junio al 15 de julio); prevenir una nueva guerra de Corea y la unificación de las dos Coreas. El movimiento cree que el último pacto está en el proceso de ser realizado, y que de cualquier forma Cho ha detenido el regreso del comunismo a Rusia y los planes de agresión de Corea del Norte contra Corea del Sur.
La mayor promesa de Cho, sin embargo, es que al menos algunos humanos puedan recuperar la inmortalidad física. Para este punto, creer en Cho no es suficiente y el Altar de la Victoria enseña que pretender que una simple creencia puede salvar es solamente otra idea equivocada propagada por Jesucristo. Solamente aquellos que practican completamente la “Ley de Libertad”, al sobreponerse a su ego e identificar a los demás seres humanos como uno, algún día lograrán limpiar su sangre del legado de Satán y volverse físicamente inmortales.
A medida que los miembros más antiguos envejecen y mueren, insistir en la inmortalidad física se torna difícil, hecho que ha surgido como otra explicación al decline del movimiento. Muchos, sin embargo, aún mantienen la esperanza y proclaman que al menos algunos de ellos nunca morirán.

### Citas
1. 1 2 3 4 5 6 7 8 9 10 11  Introvigne (2017).
2. ↑  Victory Altar (2008-2009).
3. ↑  Holland y Holland (2014), 202.
4. 1 2 3  Holland y Holland (2014), 203.
5. ↑  Han (2016).
6. ↑  Kwon (1992), 96.
7. ↑  Kwon (1992), 98–99.
8. ↑  Kwon (1992), 98–101.
9. ↑  Lee (2000), 20.
10. ↑  Headquarters of SeungNiJeDan (2017), 11.
11. ↑   Han (2017).
12. ↑  Headquarters of SeungNiJeDan (2017),12.
13. ↑  Kwon (1992), 120–121.
14. ↑  Headquarters of SeungNiJeDan (2017), 36-37.
15. ↑  Lee (2000), 89–97.
16. ↑  Han (2016), 135–141.
17. ↑  Véase Kwon (1992).
18. ↑  Véase Han (2016), Han (2017).